# Chris Gastmans
Chris Gastmans is een Belgisch gewoon hoogleraar medische ethiek aan de Katholieke Universiteit Leuven. Hij leidt ook het Interfacultair Centrum voor Biomedische Ethiek en Recht van diezelfde universiteit. Sinds 2002 is hij lid van het bureau van the European Association of Centres of Medical Ethic (EACME), eerst als algemeen secretaris (2002-2010), daarna als penningmeester (2010-2013) en vervolgens als voorzitter (2013-2015).
Gastmans is ook ethisch adviseur van Zorgnet Vlaanderen te Brussel. Hij is lid van verscheidene commissies voor medische ethiek. Hij doceert en publiceert over zorgethiek en medische ethiek, in het bijzonder over ethische problemen in de zorg voor ouderen en in de zorg rondom het levenseinde. Hij is tevens een belangrijk stem in het hedendaagse euthanasiedebat en een internationaal bekend voorvechter van Ethics of Care.
Daarnaast is Gastmans auteur van verschillende boeken, waarvan Cirkels van zorg en Zorg aan zet de bekendste zijn. Ze handelen over kwalitatief ethisch handelen in de zorg.
Gastmans was gekant tegen een uitbreiding van de Belgische euthanasiewet in de richting van dementerenden. Hij vindt ook dat ziekenhuizen het recht hebben om behoedzaam met euthanasievragen om te gaan en dat euthanasie geen afdwingbaar recht mag zijn.
In 2021 werd hij door paus Franciscus benoemd als lid van de Pauselijke Academie voor het Leven.
- ORCID: 0000-0002-5522-0639